# Futebol Clube Penafiel
El Futebol Clube Penafiel és un club de futbol portuguès de la ciutat de Penafiel.

## Història

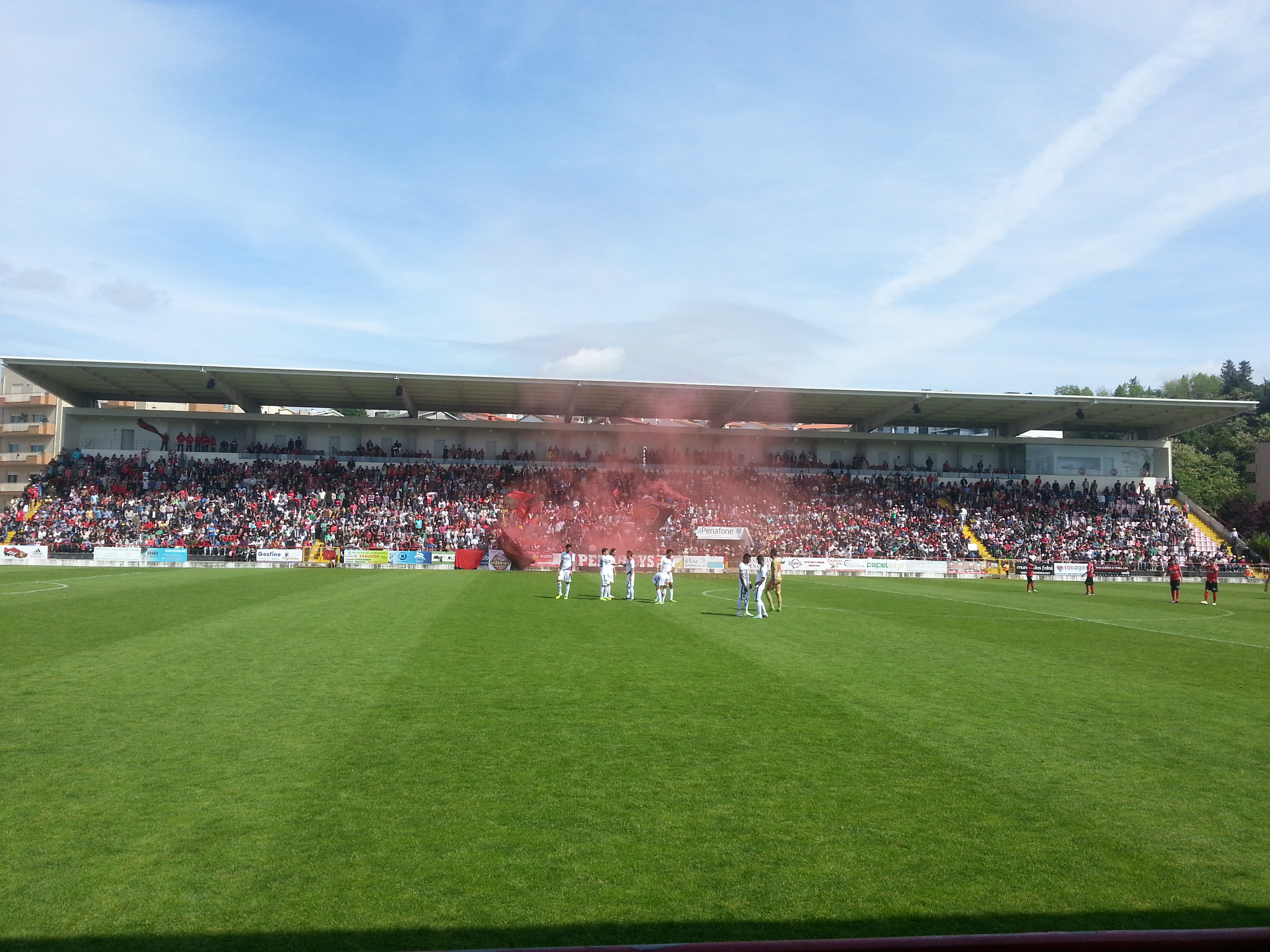
Estádio 25 Abril la temporada 2013-14.

El club va ser fundat el 1951. Amb anterioritat ja havien existit altres clubs a la ciutat com el Sport Club de Penafiel (fundat el 17 d'abril de 1923) i la União Desportiva Penafidelense (fundat el 1933). Ambdós clubs es fusionaren l'any 1943, creant el Club Desportivo de Penafiel, però desaparegué el 1949.
El FC Penafiel havia jugat 11 temporades a primera divisió fins a l'any 2005. Ascendí per primera cop la temporada 1980-81, jugant dues temporades, i posteriorment, ha jugat entre 1983-86, 1987-92 i 2004-06, i des de 2014.

## Palmarès
- Taça de Honra do Porto: 
  - 1981-82